# Rolls-Royce Kamewa

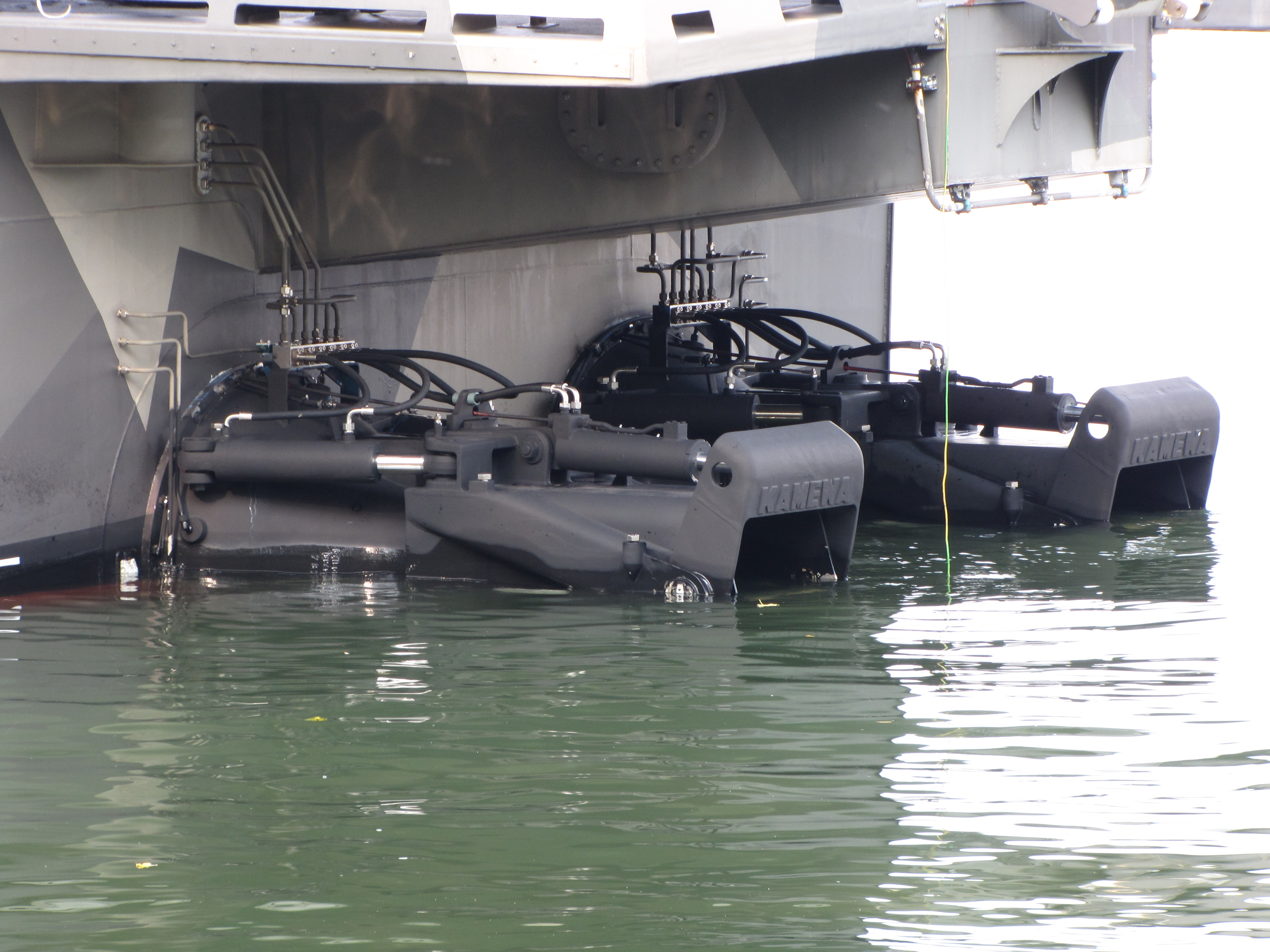
Hidroturbinas Rolls Royce Kamewa 90SII de una lancha rápida de ataque Hamina

AB Karlstads Mekaniska Werkstad (en español, Talleres Mecánicos de Karlstad Limitada), también conocida simplemente como Kamewa, fue una empresa de fabricación sueca radicada en la ciudad de Kristinehamn. El nombre Kamewa comenzó como una marca de hélices de paso ajustable, fabricadas por KMW. Pasó a ser propiedad de Rolls-Royce Holdings en 1999.

## Historia
La empresa KMW se fundó en la ciudad de Karlstad en 1860. La compañía, además de hélices, también fabricó máquinas para procesar pulpa de madera y papel para las fábricas de papel de la zona, así como turbinas de energía hidráulica. Fue adquirida por la compañía británica Vickers plc en 1986. En 1999, Rolls-Royce adquirió Vickers. En 2019, la parte de la Marina Comercial de Rolls-Royce fue adquirida por el grupo Kongsberg, integrándose en su división marítima, Kongsberg Maritime. La parte sueca del negocio ahora se llama Kongsberg Maritime Sweden AB y tiene su sede en Kristinehamn.

## Hidroturbinas
Kongsberg Maritime todavía comercializa modelos de hidroturbinas con la marca Kamewa. Se ofrecen cinco líneas de productos en dos series cada una:
- Kamewa A5:

Hidroturbina de aluminio de flujo axial, excepto para el impulsor, el eje y las varillas del cilindro, que están hechos de acero inoxidable dúplex, principalmente para embarcaciones de baja intensidad de potencia.
- Kamewa FF:

Hidroturbina de aluminio de flujo axial, excepto el impulsor, el eje y las varillas del cilindro, que están hechos de acero inoxidable dúplex, principalmente para embarcaciones de intensidad de potencia moderada.
- Kamewa S3/CA:

Hidroturbina de acero inoxidable dúplex de flujo mixto, para aplicaciones de alta intensidad de potencia, como transbordadores rápidos, patrulleros, etc.
- Kamewa S3:

Hidroturbina de acero inoxidable dúplex de flujo mixto, para aplicaciones de alta intensidad de potencia, como transbordadores rápidos, patrulleros, etc.
- Kamewa S4:

Hidroturbina de acero inoxidable dúplex de flujo mixto, para aplicaciones de alta intensidad de potencia, como transbordadores rápidos, patrulleros, etc.
Los productos anteriores de Kamewa han sido la serie A, una hidroturbina de flujo mixto en aluminio, las hidroturbinas SII y P62 en acero inoxidable y el sistema de chorro de agua Kamewa Advanced Propulsion Systems (APS) desarrollado específicamente para el motor diésel Volvo Penta.

## Hélices
- Kongsberg también produce hélices Kamewa y Kamewa Ulstein.

## Distribuidores estadounidenses
- En 2016, Pacific Power Group[5] se convirtió en el primer distribuidor de la compañía para dar servicio al oeste de los EE. UU.[6]